# Administración Suprema de la Región Septentrional
La Administración Suprema de la Región Septentrional fue un Gobierno antisoviético con sede en el puerto ártico de Arcángel, formado el 2 de agosto de 1918 tras el golpe de Estado del capitán Gueorgui Chaplin en coordinación con el general británico Frederick Poole, que desembarcó en la ciudad el mismo día. En octubre de 1918 dio paso a un nuevo Gobierno más conservador y del gusto de los Aliados.

## Origen
Formado a toda prisa tras el golpe que acabó con el dominio soviético en la ciudad la noche del 1 de agosto de 1918, su primera misión fue invitar formalmente a las tropas aliadas, a pesar de que la acción aliada ya había sido pactada anteriormente por los conjurados.
Ante la presencia de Nikolái Chaikovski, socialista moderado miembro del Partido Socialista Popular (NS) y antiguo miembro de la Asamblea Constituyente Rusa, Chaplin le ofreció formar Gobierno. A pesar de su promesa inicial, el gabinete de Chaikovski fue exclusivamente socialista, para disgusto de Chaplin. Este pasó a mandar las fuerzas del nuevo Gobierno, con el que los Aliados pronto entraron en conflicto.

## Desarrollo
El Gobierno quedó subordinado desde el comienzo al general Poole, que interfirió a menudo en sus asuntos internos, ejerciendo en la práctica de virrey del territorio. La situación se complicó aún más con la llegada de los diplomáticos aliados desde Múrmansk el 9 de agosto de 1918; estos devinieron en intermediarios que trataron de apaciguar las relaciones entre el draconiano Poole, acostumbrado a la vida militar y sin experiencia política, y Chaikovski.
El 20 de agosto de 1918 y por imposición de Poole, el Gobierno aprobó la restauración del servicio militar obligatorio, medida impopular y de difícil aplicación. La situación en la ciudad empeoró a comienzos del otoño por la falta de vituallas y el mantenimiento de la ley marcial, que impedía las reuniones; la evolución facilitó además la propaganda soviética contra el Gobierno y los Aliados. Sólo la intervención de los diplomáticos aliados evitó la renuncia en bloque del Gobierno, que hubiese evidenciado la ocupación efectiva aliada al privarla de toda cobertura política.

## Fin
El 5 de septiembre de 1918 los diplomáticos se enteraron de los planes de Chaplin para secuestrar y deportar a Chaikovski y se los comunicaron a Poole, que se limitó a indicar a Chaplin lo inconveniente de sus planes. Esa misma noche, ante la inesperada falta de guardia británica en la sede de su espionaje en la localidad, frente a la que se encontraba la casa donde residían seis de los ocho ministros del Gobierno, treinta oficiales disfrazados de soldados rodearon la casa y detuvieron a los ministros. Estos fueron deportados a la isla de Solovetski, en el mar Blanco. Al día siguiente Chaplin y Poole informaron a los embajadores aliados, que recibieron la noticia con indignación.
Un buque de guerra británico liberó a los detenidos, pero los conspiradores no fueron castigados ante la oposición del general Poole. La mayoría de la población apoyó con vehemencia la vuelta de Chaikovski, realizándose manifestaciones a su favor. La ciudad quedó pronto detenida por una huelga, a pesar de las amenazas de Poole.
Los ministros rescatados llegaron a la ciudad el 8 de septiembre de 1918, donde el representante británico se reunió con Chaikovski, al que solicitó el cambio del Gobierno, del que debían salir los ministros considerados más extremistas. Tras transigir pasajeramente, Chaikovski finalmente mantuvo a todos sus ministros.
La actitud de Poole se suavizó ante la amenaza de los estadounidenses de retirar sus tropas y cedió el control militar de la ciudad a los rusos. La calma regresó temporalmente a la ciudad pero persistió el dilema —típico de las fuerzas antisoviéticas en la guerra civil— de tener Gobiernos socialistas con respaldo popular pero incapaces de formar una fuerza armada leal y unas fuerzas armadas mucho más conservadoras pero impopulares.
A finales de 1918 Múrmansk pasó a depender del Gobierno de Arcángel, pero no antes de que la Administración diese paso a un nuevo Gobierno más conservador. Chaikovski envió al Komuch a tres de sus ministros más extremistas para tratar de ganarse el favor aliado y el 7 de octubre de 1918 anunció la formación de un nuevo Gobierno, el «Gobierno Provisional de la Región Septentrional».